# Demonassa marmorata
Demonassa marmorata är en skalbaggsart som beskrevs av Stefan von Breuning 1939. Demonassa marmorata ingår i släktet Demonassa och familjen långhorningar. Inga underarter finns listade i Catalogue of Life.